# Cadore
Cadore es un "Comunità Montana" (comunidad de montaña) en la región italiana de Véneto, en el extremo norte de la provincia de Belluno, en la frontera con Austria, el Trentino-Alto Adigio y el Friul-Venecia Julia. Está regado por el río Piave vertido desde los Alpes Cárnicos. El que una vez fue distrito estéril y pobre, el ex condado de Cadore, ahora tiene una economía próspera basada en el turismo a las montañas Dolomitas y la industria manufacturera pequeña, especializada en la producción de vidrios.

## Historia

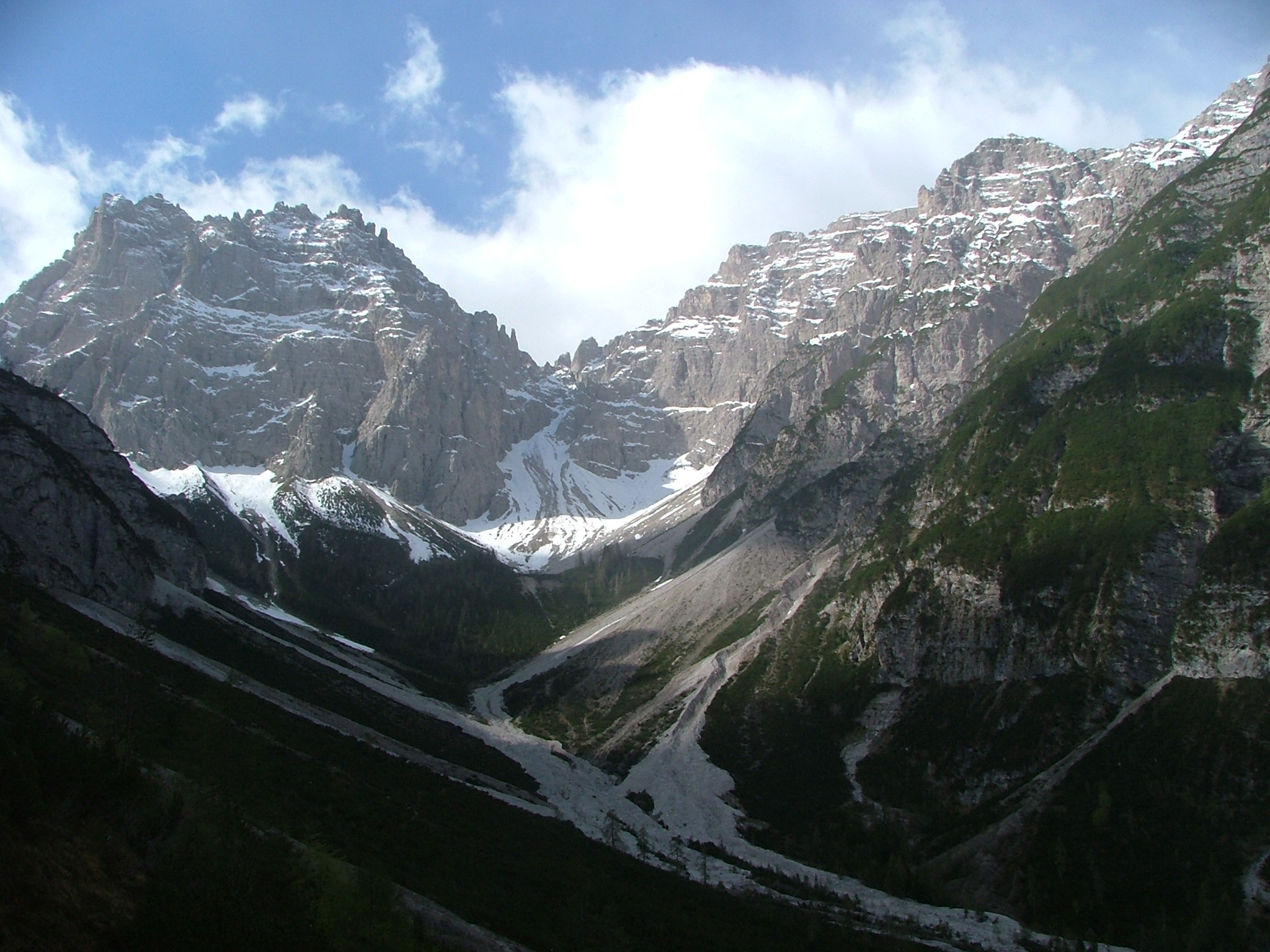
Los Dolomitas, montañas cercanas a Cadore.

Originalmente poblada por Euganeas y luego por los galos, el área ahora conocida como Cadore fue conquistada por los romanos durante el siglo II a. C., y se convirtió en parte de la Región X Venetia et Histria.
En la Antigüedad tardía, Cadore fue ocupada por muchas poblaciones germánicas invasoras, se unió al Ducado de Carintia y, finalmente, en 1077, al Patriarcado de Aquileya. Desde 1135 hasta 1335, Cadore fue gobernada por la familia da Camino, cuenta con un estilo de Cadore, que más tarde se convirtió en Señores de Treviso. A continuación se adjunta brevemente a Tirol y otra vez a los dominios de los patriarcas de Aquileia. Sin embargo, la comuna de Cadore ha gozado siempre de un cierto grado de autogobierno.
Cuando el Dogal de la República de Venecia conquistó la vecina región del Friul en 1420 y poner fin al poder temporal de los Patriarcas, Cadore, tener que elegir entre Venecia y la lealtad imperial, declaró para la ex, se convirtió en una de muchas partes de la Terra ferma, admininistrada por un podestà local.
El conflicto entre Venecia y el Imperio se reanudó a principios del siglo XVI, durante la Guerra de la Liga de Cambrai, los venecianos y Cadorines derrotaron a Maximiliano I, emperador del Sacro Imperio en 1508 en la Batalla del Valle di Cadore, y de nuevo en 1509. Luego, en 1511, Maximiliano conquistó la ciudad de Cortina d'Ampezzo, que fue una vez por todas asignada al Imperio en 1516. Cortina, que antes se consideraban parte de Cadore, desde entonces ha desarrollado una identidad distinta.

## Comunide Cadore
Cadore se suelen subdividir en Comelico, Sappada, Cadore Central y Valle del Boite. La comunidad de montaña de Cadore incluye 22 comuni:
- Auronzo di Cadore
- Borca di Cadore
- Calalzo di Cadore
- Cibiana di Cadore
- Comelico Superiore
- Danta di Cadore
- Domegge di Cadore
- Lorenzago di Cadore
- Lozzo di Cadore
- Ospitale di Cadore
- Perarolo di Cadore
- Pieve di Cadore
- San Nicolò di Comelico
- San Pietro di Cadore
- Santo Stefano di Cadore
- San Vito di Cadore
- Sappada
- Selva di Cadore
- Valle di Cadore
- Vigo di Cadore
- Vodo di Cadore

- Datos: Q1025312
- Multimedia: Cadore / Q1025312